# Amblysomus
Amblysomus è un genere di mammiferi della famiglia dei Crisocloridi, diffuso in Africa meridionale.

## Tassonomia
Al genere sono finora ascritte 5 specie:
- Amblysomus corriae - Talpa dorata del fynbos
- Amblysomus hottentotus - Talpa dorata ottentotta
- Amblysomus marleyi - Talpa dorata di Marley
- Amblysomus robustus - Talpa dorata robusta
- Amblysomus septentrionalis - Talpa dorata dell'highveld